# Ананьев, Андрей Владимирович
Андрей Владимирович Ананьев (род. 21 июня 1992 года, Москва) — российский волейболист, блокирующий.

## Карьера
По ходу карьеры Ананьев выступал за МГТУ (2009/10), «Динамо-2» (2010-2013), «Урал» (2013/14), «Грозный» (2015/16) и «Локомотив-Изумруд» (2016/17) и «Нову» (2014/15 и 2017/18). 
С 2018 по 2020 год волейболист был в составе «Факела», с которым завоевал бронзовые медали клубного чемпионата мира 2018 и чемпионата России 2019.
В апреле 2020 года продолжил карьеру в петербургском «Зените», затем перешел в «Нефтяник» Оренбург. В сезоне 2021/2022 сменил клубную прописку, перейдя в волейбольный клуб «Белогорье».